# Stevie Nicks
Stevie Nicks, rodným jménem Stephanie Lynn Nicks (*26. května 1948, Phoenix, Arizona, USA), je americká zpěvačka a skladatelka, známá svým účinkováním v hudební skupině Fleetwood Mac i svou sólovou kariérou. V žebříčku "100 Greatest Singers of All Time" časopisu Rolling Stone se umístila na 98. místě. a v roce 1998 jako členka Fleetwood Mac vstoupila do Rock and Roll Hall of Fame. Jako sólová umělkyně osmkrát nominována na Grammy Award a spolu s Fleetwood Mac ještě pětkrát.
Nicks se k Fleetwood Mac připojila v roce 1975 spolu se svým tehdejším partnerem Lindseym Buckinghamem. V roce 1977 Fleetwood Mac vydali velmi úspěšné album Rumours, které v roce 1978 vyhrálo Grammy Award.
Nicks začala svou sólovou kariéru v roce 1981 vydáním alba Bella Donna. Dodnes vydala dalších osm alb, naposledy - 24 Karat Gold: Songs from the Vault (2014)

## Diskografie

### Studiová alba
- Bella Donna (1981)
- The Wild Heart (1983)
- Rock a Little (1985)
- The Other Side of the Mirror (1989)
- Street Angel (1994)
- Trouble in Shangri-La (2001)
- In Your Dreams (2011)
- 24 Karat Gold: Songs from the Vault (2014)